# Jehanabad
Jehanabad är centralort i distriktet Jehanabad i den indiska delstaten Bihar. Folkmängden uppgick till strax över 100 000 invånare vid folkräkningen 2011.